# Bełomorci
Bełomorci (bułg. Беломорци) – wieś w Bułgarii, w obwodzie Tyrgowiszte, w gminie Omurtag. Według danych szacunkowych Ujednoliconego Systemu Ewidencji Ludności oraz Usług Administracyjnych dla Ludności, 15 grudnia 2018 roku miejscowość liczyła 1161 mieszkańców.

## Historia
Miejscowość została założona przez trzy szlacheckie bułgarskie rody, pochodzące z Zachodniej Tracji (Bełomorska Trakija – bułg. Беломорска Тракия).